# Локалитет Милутиновац
Локалитет Милутиновац је под заштитом Завода за заштиту споменика културе Ниш. С обзиром да представља значајну историјску грађевину, проглашен је непокретним културним добром Републике Србије.

## Историја
Локалитет Милутиновац се налази на југозападном крају села Милутиновац. Садржи остатке утврђења са кружним кулама на угловима и једном четвртастом на средини југозападног бедема. Утврђење је саграђено у 4. веку и чини део одбране границе провинције Мезије на Дунаву. Приликом ископавања је констатовано да је делимично обновљен у 6. веку приликом Јустинијанове обнове римског Лимеса на Дунаву. Значај археолошког налазишта се огледа у очуваним остацима римског одбрамбеног утврђења и историјском континуитету утврђивања и чувања границе провинције Мезије и обале Дунава од раноримског освајања ових простора закључно са византијским периодом. У централни регистар је уписан 17. августа 2012. под бројем АН 166, а у регистар Завода за заштиту споменика културе Ниш 28. маја 2012. под бројем АН 54.